# Sangre Cavallum
Sangre Cavallum (Sangue do Rio Cavalum) é uma banda calaica de NeoFolk formada em 1997. Os membros da banda são B.Ardo, Corinna Ardo,Jorge Ricardo, R. Coutinho, A. Rangel e Emanuel Melo da Cunha e incluem participações de Gerhard.
Em 1998 publicaram o primeiro trabalho, "Alborada do Douro – Cantares da Terra Castreja". 
Em 2004 lançaram o álbum "Barbara Carmina", trabalho que os incluiu como uma das melhores bandas nacionais dentro do seu género. Em 2006 lançam o álbum "Barco do Vinho" que incluiu temas da banda austriaca Allerseelen.
Os Sangre Cavallum recorrem a  diversos instrumentos, que vão desde os instrumentos tradicionais como gaita de foles, lira, flauta ibérica  à captação de sons de pedras. As suas letras inspiradas pela tradição local, recorrem frequentemente à cultura popular com a utilização de poemas e dizeres populares.
Discografia:
Álbuns:
- (1988) - Alborada do Douro - Cantares da Terra Castreja
- (2004) - Barbara Carmina
- (2006) - Pátria Granítica
- (2006) - Barco Do Vinho (split com Allerseelen)
- (2007) - Veleno de Teixo

Compilações:
- (2007) - Troadouro - Retrospectiva 1997-2007
- (2007) - Retrospectiva 1997-2007

Participações:
- (2003) - Wir rufen deine Wolfe
- (2004) - Tyr Vol.2
- (2011) - Steinklang Industries II 2005-2006
- (2011) - Mit Fester Hand - Allerseelenlieder (colaboração com Blood Axis)